# Занавес неведения
Занавес неведения (англ. veil of ignorance) — мысленный эксперимент на тему социальной справедливости, придуманный американским философом и политологом Джоном Ролзом. В первоначальной ситуации, где ещё нет общества, а есть только индивиды, необходимо договориться об основах взаимовыгодного сотрудничества. Договаривающиеся индивиды должны быть беспристрастны, поэтому лишены знаний о своём социальном статусе, классовой принадлежности, умственных способностях и прочих личных качествах, обеспечивающих конкурентное преимущество. Получается, что при принятии решений они не могут учитывать собственные интересы.
Впервые это понятие Джон Ролз использовал в своей книге «Теория справедливости» (A Theory of Justice, 1971). Эта книга имеет явно выраженный междисциплинарный характер, как труд, написанный на стыке политической философии, политической экономии, социологии, этики, с привлечением средств современной аналитической философии, теории игр и решений.

## Возникновение теории
Ролз ставил своей целью разработку концепции справедливости, способную обеспечить конструктивную альтернативу утилитаризму и интуитивизму, которые доминировали на протяжении долгого времени в политической традиции. Его концепция получила название «справедливости как честности».
Философ разработал свою теорию, пересмотрев классическую теорию общественного договора Джона Локка, Жан-Жака Руссо и Иммануила Канта. Ролз поднимает идею общественного договора на более высокий уровень абстракции. По его мнению, люди заинтересованы в увеличении своей выгоды, полученной из сотрудничества, даже ценой уменьшения общей доли. Для того, чтобы это преодолеть, говорит Ролз, необходимо выработать такие принципы социальной справедливости, которые бы определяли права и обязанности основных институтов общества, и распределяли бы доли выгоды, полученные в результате сотрудничества, по приемлемому для всех принципу. Таким образом, Ролз существенным образом пересматривает понятие общественного договора: для него это не соглашение о подчинении обществу или государству, реально заключенное нашими предками или заключаемое нами самими, а некоторая идеальная гипотетическая ситуация, в которую помещаются люди, выбирающие принципы справедливого социального устройства.

## Суть эксперимента
Каждый участник в исходной позиции находится как бы под «занавесом неведения» в отношении себя самого. Он не знает своей удачи в распределении естественных дарований и способностей или же специфических особенностей собственной психологии, таких как, например, склонность к риску или предрасположенность к пессимизму или оптимизму. Следовательно, никто не знает, какое именно место он займет в обществе. Однако стороны обладают всей общей информацией. Ни один общий факт о человеческом обществе не скрыт для них, то есть они понимают политические вопросы и принципы экономики, знают основы социальной организации. Также известно, что их общество подвержено обстоятельствам справедливости и всему, что из этого следует.
Ролз считает, что рациональные индивиды в ситуации первоначального выбора будут действовать в соответствии со стратегией, известной в теории игр как «максимин» (maximin). Они предпочтут ту схему распределения первичных социальных благ, при которой получат наибольшую долю, оказавшись в наименее благополучном положении. Так, индивид постарается выбрать принципы, обеспечивающие справедливые и благоприятные условия для каждого, в том числе и для него самого. Поскольку все находятся в одинаковом положении и ни у кого нет возможности предложить принципы, которые способствовали бы улучшению его собственной позиции, принципы справедливости оказываются результатом честного соглашения или сделки.
Ролз предполагает, что индивиды, находясь в своем естественном состоянии в рамках гипотетической мыслительной конструкции, согласились бы построить общество, основываясь на следующих принципах:
- Каждый человек должен иметь равные права в отношении наиболее обширной схемы равных основных свобод совместимых с подобными схемами свобод для других.
- Социальные и экономические неравенства должны быть устроены так, чтобы: a) от них можно было ожидать преимуществ для всех; b) доступ к положениям и должностям был открыт всем.

## Критика
Критики указывают на слабость стратегии максимина, а также на чрезвычайно усложненный и искусственный характер условий гипотетического соглашения. Индивид не может определить истинного содержания для действия вне ситуации, которая ставила бы перед ним определенные цели, была бы направлена на удовлетворение определенных интересов, то есть содержала бы мотив для рационального действия.
Сторонники коммунитаризма критикуют Ролза за неадекватность его представления о человеческой природе и обществе, на которые опираются его принципы справедливости. Они утверждают, что Ролз трактует человеческую личность в слишком индивидуалистическом понимании отношений индивида и общества. Основные представители коммунитаристской теории — Майкл Сэндел, А. Макинтайр, Ч. Тейлор, М. Уолзер.
Возражения против идей «Теории справедливости» в духе либертарианства представлены в работе Р. Нозика «Анархия, Государственность и Утопия». Нозик критикует концепцию справедливого распределения Ролза, и формулирует свою теорию, основанную на принципах справедливого приобретения и справедливой передачи.